# Ilie Oană Stadium (1937)
El Ilie Oană Stadium (en rumano: Stadionul Ilie Oană) era un estadio multiusos utilizado principalmente para partidos de fútbol ubicado en la ciudad de Ploieşti en Rumania y que sirvió como sede del FC Petrolul Ploieşti.

## Historia
Fue inaugurado en 1937 con capacidad para 14000 espectadores y su nombre fue por Ilie Oană, un exfutbolista internacional con Rumania y entrenador. El estadio fue demolido completamente en 2010 para construir uno totalmente nuevo en septiembre de 2011.

## Partidos internacionales
El 6 de junio de 1998 Rumania venció a Moldavia 5-1 en su partido de despedida antes de irse a jugar la Copa Mundial de Fútbol de 1998. La asistencia fue de 8,000 espectadores.